# Palacio de Don Gutierre (siglo XVI)
El Palacio de Don Gutierre en la ciudad de León, España, ocupaba la esquina de la plaza del mismo nombre con vuelta a la calle Cascalería (local Bodegas Manchegas) y su derribo debió hacerse a principios del siglo XX, coincidiendo con la construcción de las casas que ocupan hoy su lugar. La desaparición del edificio y el nombre de la actual plaza Don Gutierre han llevado a que actualmente se conozca como Palacio de Don Gutierre al de don Diego Villafañe, situado en dicha plaza.

## Historia
Según comentarios antiguos el palacio tenía un patio central con galería alta y baja, columnas, pozo en medio y gran escalera, todo del siglo XVI. En el friso ubicado sobre el balcón central, que se conserva en el Museo de León, estaba inscrita la divisa Omne solum viro forte patria est ("La patria sólo es para los hombres de valor").

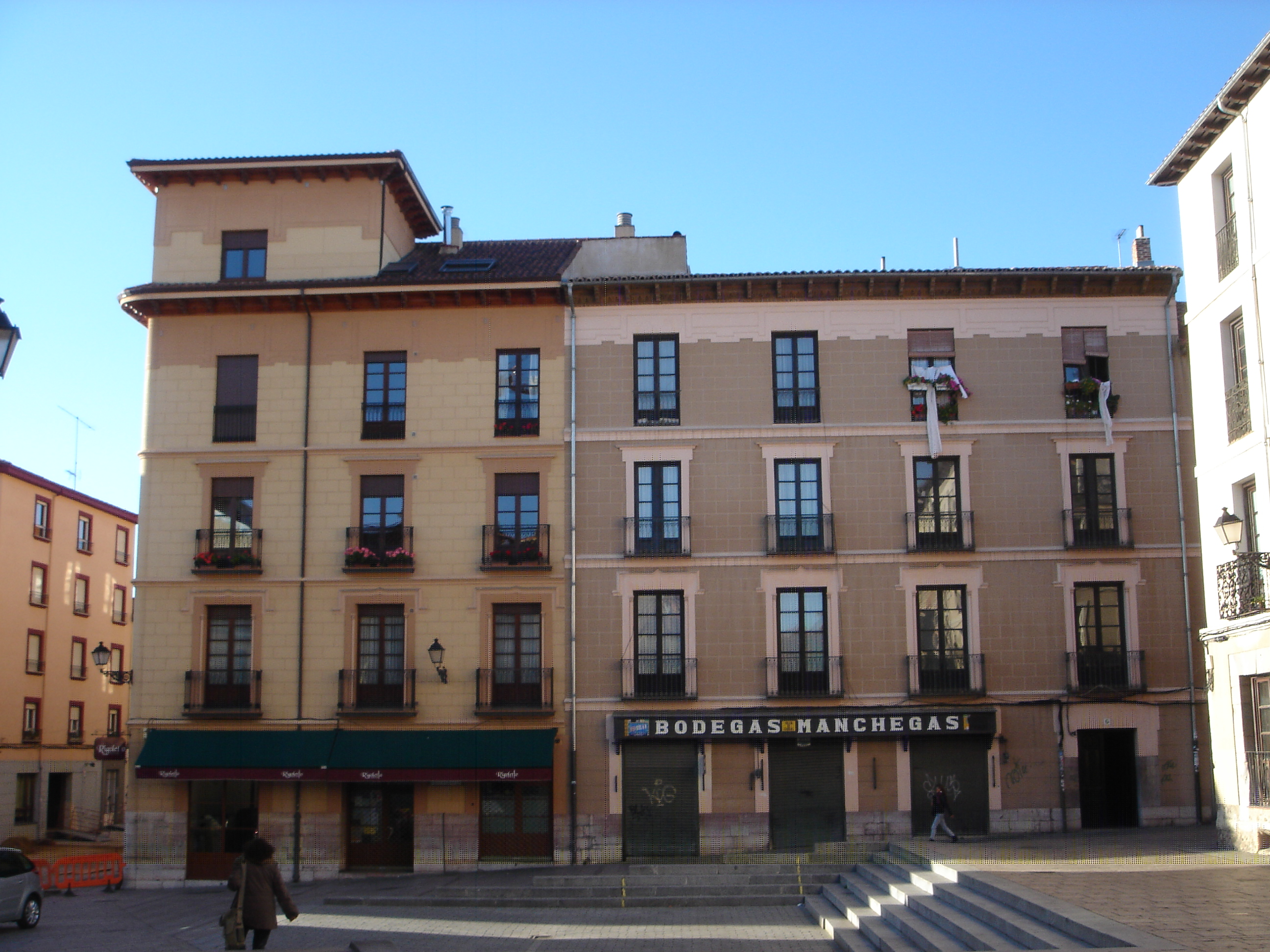
Antiguo emplazamiento del Palacio de Don Gutierre y el actual edificio Cárdenas.

Del patio del palacio se conservan algunos elementos empotrados en las casas construidas sobre sus restos. La destrucción del edificio se puede situar sobre 1900 dado que los edificios actuales de Manuel Cárdenas datan de esa época.